# 引田英雄
引田 英雄（ひきた ひでお、1931年4月30日 - 2002年8月19日）は、日本の映画監督である。日本映画監督協会会員（物故会員）。

## 人物・来歴
1931年（昭和6年）4月30日、東京府豊多摩郡中野町（現在の東京都中野区）に生まれる。父は宝塚少女歌劇団理事長、宝塚音楽学校校長を歴任した引田一郎である。出身は兵庫県とされることもある。
第二次世界大戦後、大阪府立北野高等学校を卒業、日本大学藝術学部演劇学科に進学する。同学在学中の1953年（昭和28年）、宝塚映画製作所（現在の宝塚映像）が製作した斎藤寅次郎監督の『かっぱ六銃士』に出演、同作は東宝の配給で同年8月26日に公開された。
1955年（昭和30年）、宝塚映画製作所助監督部に入社する。同社で安田公義、並木鏡太郎らの助監督を務めた後、翌1956年（昭和30年）、東宝に移籍する。1962年（昭和37年）に肺結核を罹患、4年間の休業を経て、宝塚映画製作所に復帰する。
1968年（昭和43年）、テレビ映画『いのちある限り』で監督に昇進する。テレビ映画を多く手がけ、1975年（昭和50年）、ブラジルとの合作による劇場用映画『レジナと魔法のコイン』を監督する。1976年（昭和51年）から阪急ブレーブス（現在のオリックス・バファローズ）に関する情報ドキュメンタリーテレビ映画『ブレーブスレポート』を手がける。
『ブレーブスレポート』を担当していた1980年（昭和55年）、脊椎カリエスを発症し闘病に入り、休業するが、1982年（昭和57年）には原職復帰する。翌1983年（昭和58年）、同社が経営不振のために解散、宝塚映像として新設されるに当たって退職し、以降、フリーランスとなる。
2002年（平成14年）8月19日16時50分、肝不全に肺炎を併発し、宝塚市内の病院で死去した。満71歳没。

## フィルモグラフィ

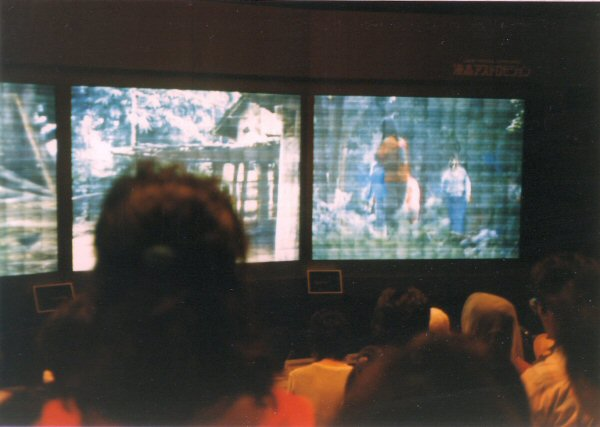
『日本人のふるさと』、つくば万博・松下館、1985年。

特筆以外はすべて監督、製作は特筆以外は宝塚映画、配給は特筆以外は東宝である。
- 『かっぱ六銃士』 : 監督斎藤寅次郎、1953年8月26日公開 - 出演 [1]
- 『小早川家の秋』 : 監督小津安二郎、1961年10月29日公開 - 助監督 [1]
- 『士魂魔道 大龍巻』 : 監督稲垣浩、1964年1月13日公開 - 助監督 [1]

- ライオン奥様劇場『いのちある限り』 : テレビ映画シリーズ、フジテレビジョン、1968年4月8日 - 同年5月24日放映 - 監督（初監督作） [1]
- 『マキちゃん日記』 : テレビ映画シリーズ、日本テレビ放送網、1969年10月7日 - 1970年9月27日放映 [5]
- 宝塚映画シリーズ『佐野洋サスペンスアワー 二つの顔』 : テレビ映画シリーズ、関西テレビ放送、1970年10月2日 - 1971年3月26日放映 [1]

- 『罪ある花』 : テレビ映画シリーズ、フジテレビジョン、1972年7月24日 - 同年10月27日放映 [1]
- 『藍は愛ゆえに』 : テレビ映画シリーズ、北日本放送、1974年1月4日 - 同年2月放映
- ライオン奥様劇場『良人の貞操』 : テレビ映画シリーズ、フジテレビジョン、1975年2月24日 - 同年4月11日放映 [1]
- 『レジナと魔法のコイン』 : ブラジル・日本合作映画、1975年 [1]
- 『ブレーブスレポート』 : 情報ドキュメンタリーテレビ映画シリーズ、関西テレビ放送、1976年 - 1980年放映
- 『日本人のふるさと』 : 博展映像、松下館、国際科学技術博覧会、1985年 [1]

## 註
1. 1 2 3 4 5 6 7 8 9 10 11 12 13 14 15 16 17 18 19 20 21 22 23 24  『日本映画人名事典 監督篇』、キネマ旬報社、1997年 ISBN 4873762081, p.672-673.
2. 1 2 3 4  引田英雄氏死去 映画監督、47NEWS、2002年8月20日付、2010年10月28日閲覧。
3. 1 2  引田英雄、日本映画監督協会、2010年10月28日閲覧。
4. ↑  かっぱ六銃士、日本映画データベース、2010年10月28日閲覧。
5. ↑  『作品譜 - 劇場用映画・テレビ用映画』、宝塚映像株式会社、1997年11月、p.76.